# Partito della Libertà, dell'Unità e della Solidarietà
Il Partito della Libertà, dell'Unità e della Solidarietà (in rumeno: Partidul Libertății, Unității și Solidarității, PLUS) è stato un partito politico rumeno fondato nel 2018 dall'ex primo ministro Dacian Cioloș.
Nel quadro dell'Alleanza 2020 USR PLUS ottenne rappresentanza a livello europeo alle elezioni del 2019 (4 eurodeputati) e parlamentare a quelle del 2020 (25 seggi). Partecipò, inoltre, al governo Cîțu, entrato in carica nel dicembre 2020.
Il 16 aprile 2021 si fuse al partito alleato dell'Unione Salvate la Romania (USR).

## Storia

### DaRomania 100al Movimento Romania Insieme
Nel 2016, al termine del suo governo tecnico, il primo ministro Dacian Cioloș pubblicò la Piattaforma Romania 100, petizione di adesione ad un documento programmatico basato sui valori di onestà, correttezza, trasparenza ed integrità, riguardante l'agenda politica del futuro governo che sarebbe uscito vincitore alle elezioni parlamentari di dicembre. Tra i firmatari della petizione vi furono i partiti di centro e centro-destra Unione Salvate la Romania (USR) e Partito Nazionale Liberale (PNL) che, in dicembre, ricevettero l'appoggio dichiarato da parte del premier uscente, che invitò l'elettorato a votare per l'uno o per l'altro. Le elezioni, tuttavia, furono vinte dal Partito Social Democratico (PSD), che ignorò le sue proposte.
Cioloș, pur non iscritto a nessun partito, rappresentò una figura politica di opposizione ai socialdemocratici. Nel dicembre 2017 annunciò che, per rispondere alle necessità del paese, la piattaforma civica Romania 100 non era più sufficiente e che da questa si sarebbe sviluppato un partito politico. Il 30 marzo 2018, quindi, nel corso di una conferenza stampa dichiarò di aver trasmesso al tribunale di Bucarest i documenti per la registrazione del Movimento Romania Insieme (Mișcarea România Împreună, MRI). Al fianco dell'ex primo ministro figuravano diversi elementi che avevano partecipato al suo governo, come l'ex ministro del lavoro Dragoș Pîslaru, l'ex ministro della salute Vlad Voiculescu, l'ex ministro delle finanze Anca Paliu Dragu, l'ex sottosegretario al lavoro Valeriu Nicolae e l'ex portavoce del governo Liviu Iolu. Come da dichiarazioni della sua dirigenza, il MRI puntava a vincere le elezioni del 2020 grazie al consenso degli elettori indecisi della zona di centro e centro-destra, attirando quelli che non si erano presentati al voto nel 2016 e situandosi in una situazione di complementarità con l'Unione Salvate la Romania, con la quale non escludeva l'idea di un'alleanza. Nel corso del 2018 il partito crebbe costantemente nei sondaggi (8% al mese di giugno).
La formazione, però, non fu ufficialmente registrata presso le autorità per via di ritardi dovuti a motivi burocratici. Continui reclami e rinvii delle udienze presso il tribunale di Bucarest, con l'apparizione di sempre nuovi ricorrenti nel processo di formalizzazione del MRI, infatti, preoccuparono Cioloș, a causa del rischio concreto di non disporre del tempo necessario per poter iscrivere il partito alle elezioni europee del 2019. Dopo otto mesi di battaglie processuali, lamentando l'esistenza di interferenze politiche che si opponevano al suo progetto, nel dicembre 2018 l'ex premier rinunciò al MRI, appoggiandosi ad un'altra formazione fondata da suoi sostenitori, il Partito della Libertà, dell'Unità e della Solidarietà (PLUS).

### Fondazione del PLUS
Il PLUS, che sostituiva il MRI, fu fondato dagli avvocati Raluca Daneș, Iulia Iordache e Adrian Iordache, che registrarono ufficialmente la formazione il 26 ottobre 2018, mentre Cioloș rese pubblica la sua adesione il 15 dicembre nel corso di una conferenza a Cluj-Napoca. In seguito all'annuncio di Cioloș, nel giro di sole 24 ore il partito ricevette 7.500 richieste di iscrizione. Dopo la creazione del PLUS il leader del gruppo ribadì il posizionamento nell'orizzonte ideologico del centro e del centro-destra e l'obiettivo di giungere al governo nel 2020, oltre all'avvio di trattative per una coalizione con l'USR. Riprendendo i dettami della piattaforma Romania 100, in base al manifesto pubblicato sul proprio sito web, PLUS si presentava nell'arena politica come un protettore della libertà, della giustizia sociale, della trasparenza nella pubblica amministrazione e del partenariato con Unione europea e NATO.
Il 18 gennaio 2019 l'apparizione di un articolo a firma dello storico Marius Oprea avanzò dei dubbi sulla bontà degli obiettivi del PLUS, sostenendo che un ex ufficiale della Securitate era «l'eminenza grigia» del partito e accusando direttamente Cioloș di aver avuto rapporti con l'onnipresente polizia politica della Romania comunista. Secondo le ricerche di Oprea, infatti, Alexandru Iordache, ex maggiore ed ispettore della Securitate, era padre di Adrian, uno dei tre soci fondatori del partito. Cioloș respinse ogni insinuazione e, per allontanare lo spettro di ulteriori speculazioni, il 24 gennaio il PLUS annunciò le dimissioni di Adrian Iordache da ogni incarico rivestito in seno al partito. Cioloș, inoltre, affermò che ogni membro della dirigenza del PLUS avrebbe dovuto ottenere un certificato di non collaborazione con la Securitate da parte del CNSAS (Consiglio nazionale per lo studio degli archivi della Securitate).

### Elezioni europee del 2019
Il 26 gennaio 2019 ebbe luogo al Romexpo la prima convention nazionale del PLUS, che elesse ufficialmente presidente Cioloș, unico candidato alla funzione, con i voti di 1.544 dei 1.557 delegati del partito (pari al 99,17% di voti favorevoli, a fronte di 7 voti contrari e 6 astenuti).
Subito dopo il congresso furono formalizzate le liste per le candidature alle elezioni europee in programma nello stesso anno. Mentre Cioloș aveva annunciato la sua intenzione di presentarsi alle elezioni per il parlamento europeo già il 12 gennaio, i restanti 42 nomi proposti furono comunicati il 28 gennaio. Cioloș fu indicato come capolista, seguito da Dragoș Pîslaru e dall'ex ministro degli interni Dragoș Tudorache. L'elenco, tuttavia, fu rivisto radicalmente il 2 febbraio, in seguito alla nascita della coalizione Alleanza 2020 USR PLUS. Il presidente dell'USR Dan Barna e Dacian Cioloș, riconfermato capolista anche nel quadro dell'alleanza, affermarono che i due partiti avrebbero concorso su una lista comune alle elezioni europee e che il progetto rappresentava un primo passo verso un eventuale successo alle parlamentari del 2020.
Il 29 gennaio l'eurodeputato Cristian Preda annunciò la sua iscrizione al PLUS, elemento che avrebbe garantito al partito il diritto di avere un delegato in ogni sezione di voto del paese.
L'Alleanza 2020 USR PLUS riuscì a eleggere otto membri, quattro per ciascun partito. Il PLUS mandò al parlamento europeo Dacian Cioloș, Dragoș Pîslaru, Ramona Strugariu e Dragoș Tudorache. Il 19 giugno Dacian Cioloș fu persino nominato capogruppo di Renew Europe.

### Elezioni presidenziali del 2019 e fusione con l'USR
Alle elezioni presidenziali del 2019 il PLUS trovò un accordo con gli alleati dell'USR per la selezione di un candidato comune alla funzione di capo di Stato. Dan Barna avrebbe concorso alla presidenza della repubblica, mentre Cioloș sarebbe stato proposto per la posizione di primo ministro alle elezioni parlamentari del 2020. Al primo turno del 10 novembre Barna arrivò terzo. Il giorno successivo gli alleati indicarono ai propri elettori di appoggiare il candidato del PNL Klaus Iohannis al ballottaggio contro il leader del PSD Viorica Dăncilă.
Il PLUS preparò le successive tornate elettorali del 2020, locali e parlamentari, insieme all'USR. Un congresso unificato svoltosi online il 15 agosto 2020 approvò un protocollo di fusione tra le due formazioni, con 2.222 voti pro (84,65%), 328 contro (12,5%) e 75 astenuti (2,86%), su un totale di 2.625 voti validi. Precedentemente nelle proprie riunioni interne si erano espressi a favore il 76,1% dei delegati dell'USR e l'83,44% di quelli del PLUS. L'accordo prevedeva un periodo di transizione con due strutture dirigenti separate, che avrebbero organizzato due diversi congressi e, successivamente, una riunione comune. Dopo l'ufficializzazione dell'iscrizione al registro dei partiti politici, il nuovo soggetto, chiamato USR PLUS, avrebbe celebrato un ulteriore congresso per la nomina del nuovo gruppo dirigente unificato. Le strutture locali avrebbero seguito lo stesso percorso. Il programma di governo per le elezioni parlamentari del 2020 sarebbe stato preparato nei successivi due mesi, avendo cura di rispettare l'orientamento dottrinario di centro-destra dell'USR e i principi del liberalismo etico propri del PLUS.

### Elezioni del 2020
Il processo di fusione fu ritardato per ragioni amministrative, mentre i due partiti parteciparono alle successive elezioni ancora nella formula della coalizione. Alle locali l'USR PLUS ottenne il controllo di alcuni capoluoghi importanti (Timișoara e Brașov) e l'elezione di Nicușor Dan sindaco di Bucarest, in qualità di candidato esterno sostenuto insieme al PNL. Malgrado il successo nelle grandi aree urbane, rimase in generale sotto un modesto 10%.
Alle successive elezioni parlamentari del dicembre 2020 il voto restituì un quadro che vedeva il PSD prima forza del paese (29%), seguito da PNL (25%) e USR PLUS (15%). Dacian Cioloș confermò la disponibilità dell'USR PLUS ad andare al governo in coalizione con il PNL in modo da realizzare le riforme di cui il paese aveva bisogno. I negoziati tra PNL, USR PLUS e Unione Democratica Magiara di Romania iniziarono il 12 dicembre e si conclusero il 21 dicembre 2020, quando le tre forze comunicarono di aver trovato un accordo di governo, che prevedeva la nomina a premier del liberale Florin Cîțu. Nel quadro del patto l'USR PLUS ottenne la posizione di vice primo ministro (Dan Barna), la presidenza del senato (Anca Paliu Dragu) e sei ministri (quattro per membri dell'USR e due per quelli del PLUS). Nel complesso la coalizione conseguì 55 deputati (38 per l'USR e 17 per il PLUS) e 25 senatori (17 per l'USR e 8 per il PLUS).
Il 16 aprile 2021 la corte d'appello di Bucarest approvò la fusione, che sarebbe divenuta ufficiale solamente in seguito all'organizzazione di un congresso. In base agli atti registrati presso il tribunale di Bucarest, a livello legale la fusione fu ufficialmente realizzata con la soluzione dell'assorbimento del PLUS da parte dell'USR.

## Presidenti
- Dacian Cioloș (2019–2021)

## Risultati elettorali
| Elezione          | Elezione     | Voti      | %     | Seggi    |
| ----------------- | ------------ | --------- | ----- | -------- |
| Europee 2019      | Europee 2019 | 2.028.236 | 22,36 | 4 / 32   |
| Parlamentari 2020 | Camera       | 906.965   | 15,37 | 17 / 329 |
| Parlamentari 2020 | Senato       | 936.864   | 15,86 | 8 / 136  |
| 1. 2.             |              |           |       |          |

| Elezione           | Elezione | Candidato | Voti      | %     | Esito                |
| ------------------ | -------- | --------- | --------- | ----- | -------------------- |
| Presidenziali 2019 | I turno  | Dan Barna | 1.384.450 | 15,02 | ❌ Non eletta/o (3º) |
| 1.                 |          |           |           |       |                      |